# Ophiomyia campanularia
Ophiomyia campanularia är en tvåvingeart som först beskrevs av Singh och Garg 1970.  Ophiomyia campanularia ingår i släktet Ophiomyia och familjen minerarflugor. Inga underarter finns listade i Catalogue of Life.